# Rubik (město)
Rubik (albánsky též Rubiku) je malé město v severozápadní Albánii v hornaté oblasti okresu Mirditë, deset kilometrů východně od krajského města Lezhë a devadesát kilometrů severně od hlavního města Albánie Tirany.

Správní obvod se skládá z města Rubik v jejím středu a jedenácti okrajových vesnic.

## Geografie
Město se nachází v hornaté oblasti Mirditë, a jeho velká část leží na břehu řeky Fan, do které se po deseti kilometrech jižně vlévá řeka Mat. Prochází jím národní silnice číslo SH30. Na druhém břehu leží mezinárodní silnice E851, na kterou navazuje nová dálnici A1/SH5 spojující Albánii s Kosovem. Až po město Rubik má tento hlavní tah ve směru na Kosovo pouze dva jízdní pruhy, a zhruba deset kilometrů za městem přechází ve čtyři jízdní pruhy, a takto pokračuje až k necelých sedmdesát pět kilometrů vzdálenému albánskému městu Drinas.
Správní obvod města Rubik zahrnuje dalších jedenáct vesnic:
- Bulshizë
- Fang
- Fierzë
- Katund i Vjetër
- Livadhezë
- Munaz
- Rasfik
- Rejë e Velës
- Rejë e Zezë
- Rrethi i Eperm
- Vau Shkjezë

## Přírodní podmínky
Město Rubik se nachází v horském údolí řeky Fan, která se v nedávné minulosti kvůli silným dešťům několikrát rozvodnila, a částečně zaplavila město.

Průměrná roční teplota je 13.7 °C, a průměrný roční úhrn srážek je 1895 mm.

Půda kvůli své kyselosti a vysokému obsahu měděné rudy není příliš úrodná.

## Demografie
Až do druhé světové války čítal Rubik jen několik domů okolo kostela. Po zahájení těžby měděné rudy v roce 1930 došlo k velkému nárůstu obyvatel díky pracovním příležitostem, které hutní průmysl nabízel.

Podle údajů z roku 2006, žilo ve správním obvodu města Rubik 2277 rodin, celkově 8094 občanů. Z těchto 2277 rodin žilo 1070 přímo ve městě Rubik, což představuje asi 3736 lidí. Zbývajících 53% populace (1207, 4358 obyvatel), obývalo zbývajících jedenáct vesnic v rámci správního obvodu města Rubik.

## Historie
Podle starověkého římského náboženství a římské mytologie, je Robigo (Rubigo) bohyně, která chrání obilniny a jiné plodiny před nemocemi, jako je plíseň a sněť. Vznikla proto slavnost Rubigalia (Robigalia), která byla organizován každý duben, a lidé se modlili k těmto bohyním s cílem odstranit tyto nemoce ze zemědělských plodin.

Odtud pochází název Rubik.

Brzy na to Ilyřané, tehdejší obyvatelé této oblasti prováděly rituály, které byly stanoveny podle římského krále Numa Pompilia každoročně na 25. dubna. Zemědělci nabízeli bohyni víno, přičemž obětovali červenou kozu a ovci. 

Ve skutečnosti byla příčinou rzi v plodinách kyselá voda a zem bohatá na měděnou rudu. To často způsobovalo úhyn rostlin až po kořínky.

## Ekonomika
Díky půdě bohaté na měděnou rudu zde byla v roce 1930 zahájena její těžba, a zbudován hutní závod který měděnou rudu zpracovával pro výrobu kabelových rozvodů. Po více než šedesáti letech provozu v roce 1998 byl závod uzavřen. V důsledku jeho činnosti vznikalo ročně přibližně třicet tisíc tun minerálních zbytků, které byly uloženy v okolních oblastech. Rozbory půdy a vody z těchto oblastí zaznamenávají vysoký potenciál kontaminace toxickými látkami, které představují hrozbu pro životní prostředí a zdraví občanů.

## Kulturní stavby a turistika

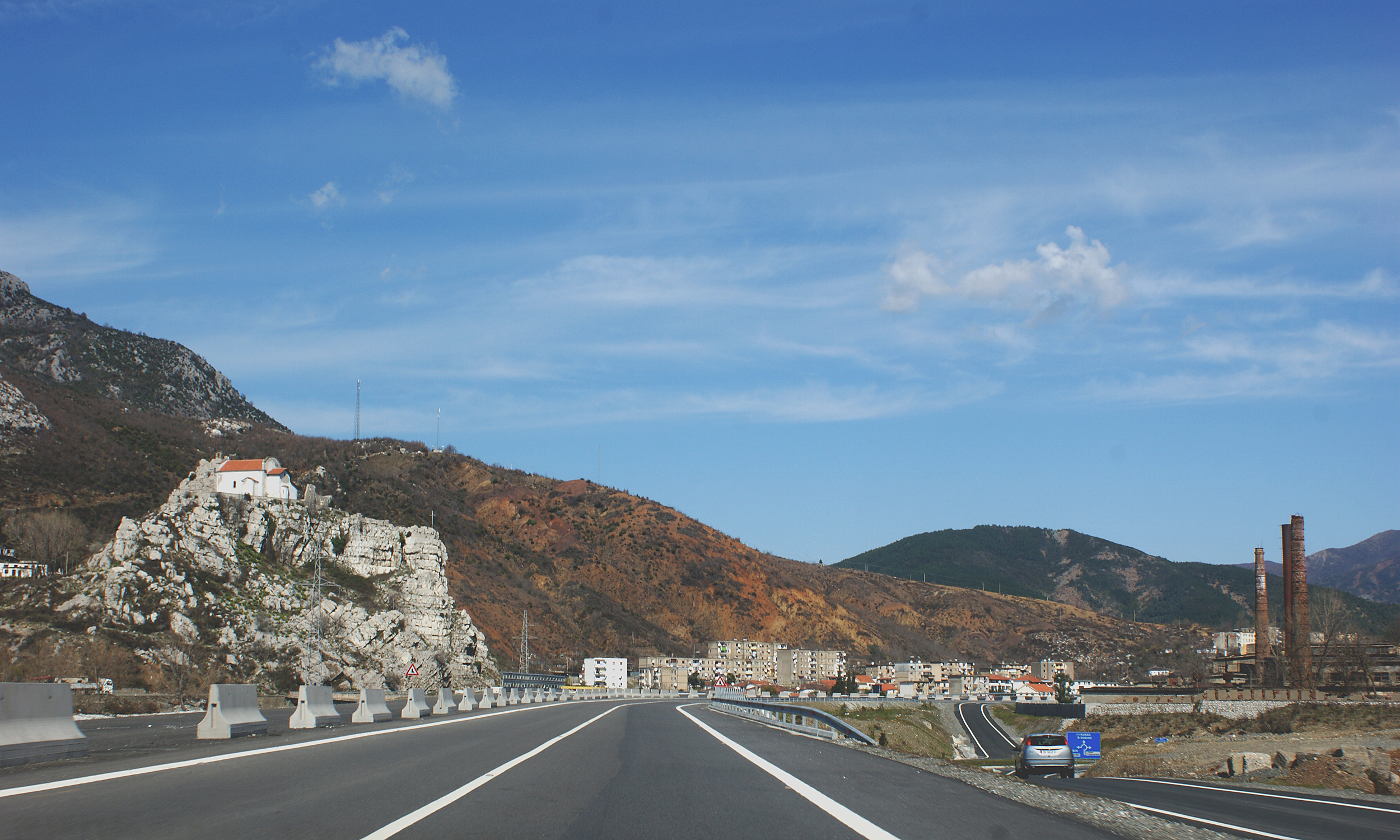
Kostel

Nad městem na skalnatém vrcholu se nachází kostel nanebevzetí (Kishё e Shelbuemit NE Rubik). Kostel představuje jednu z nejvýznamnějších církevních památek z 12. - 13. století našeho letopočtu. Jeho stavba byla dokončena v roce 1272. Zvláště velmi významné a důležité jsou nástěnné fresky v byzantském stylu, které zdobí vnitřek kostela.
Zhruba šest kilometrů nad městem v horách ve vsi Katund i Vjeter je k dispozici ubytování v hotelu Eko Hotel Marub.